# Monera

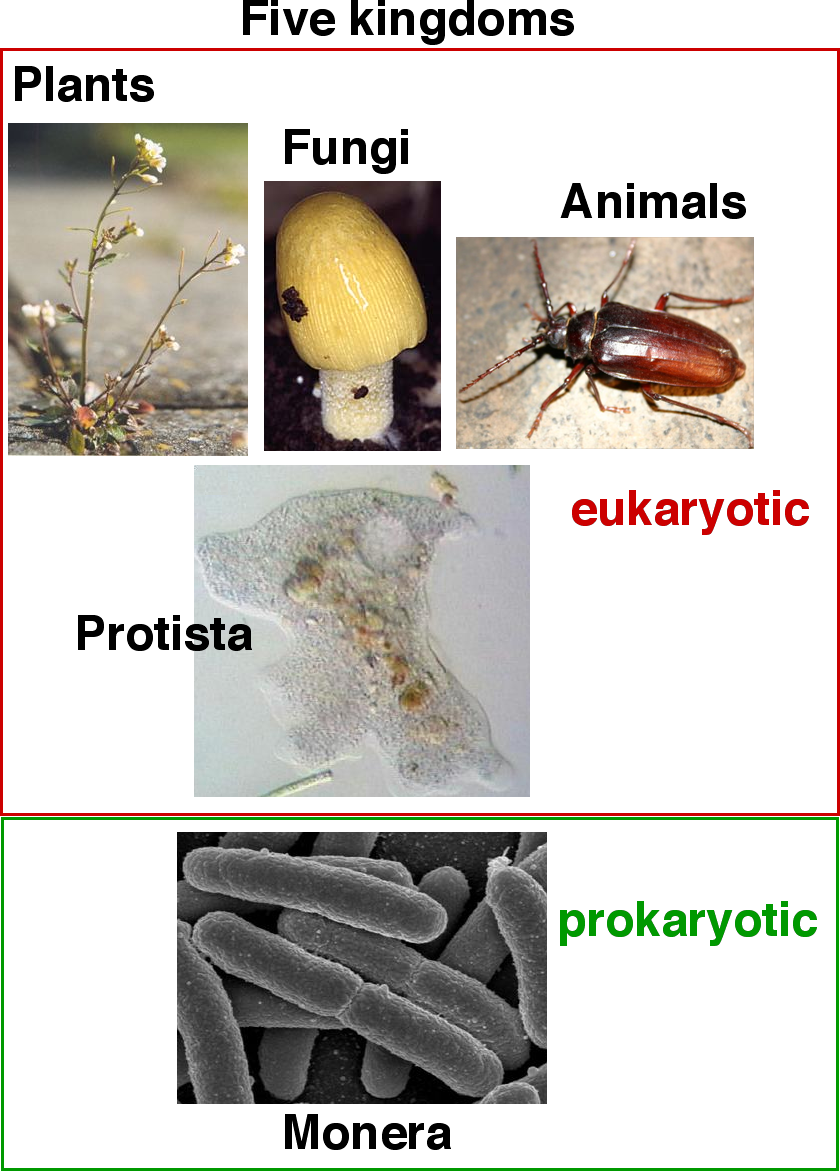
Figura 1. Cinco reinos. Os eucariotas ("verdadeiras células") são referidos actualmente como compreendendo um domínio relacionado, enquanto que os Monera compreendem os outros dois: Bacteria e Archaea.

Monera é um reino biológico que inclui todos os organismos vivos que possuem uma organização celular procariótica, como bactérias, cianobactérias e arqueobactérias. O termo Monera na classificação atual encontra-se obsoleto, e seus integrantes foram divididos entre os reinos Eubacteria e Archaea, no sistema de três domínios e/ou de seis/oito reinos. Algumas vezes o reino Monera, era chamado de "Procariontas" ou "Prokaryotae". Na influente classificação de Lynn Margulis, o termo Monera significava o mesmo que Procarionte, e deste modo continua sendo usada em muitos manuais, livros e textos. 

## História taxonômica
Tradicionalmente os organismos foram classificados como animais, vegetais ou minerais, como no Systema Naturae de Linnaeus. Após a descoberta do microscópio, várias tentativas foram feitas para ajustar os micro-organismos nos reinos animal ou vegetal. Muitos desses organismos eram tratados como uma divisão do reino Plantae, chamada Schizophyta, e dividida em duas classes: Schizomycetes (bactérias, que eram consideradas "fungos") e Cyanophyta (algas azuis-esverdeadas ou cianofíceas). Em 1866, Ernest Haeckel propôs o sistema de três reinos que adicionou o grupo Protista como um novo reino que continha os organismos microscópicos. Uma das oito divisões do novo reino Protista foi chamada de Moneres (Monera), e incluía todas as bactérias então conhecidas. O reino Protista de Haeckel também incluía diversos organismos eucariontes, o que comprometeu o reconhecimento do grupo nos anos seguintes.
Embora, a distinção de procariontes e eucariontes seja creditada a uma publicação de Eduard Chatton, em 1925 (apesar dele não enfatizar esta distinção mais do que outros biólogos de seu tempo), ela não foi notada até 1982. Barkley, em 1939, criou o reino Monera dividindo-o entre arqueófitas (Archeophyta), hoje chamadas de Cyanobacteria, e esquizófitas (Schizophyta), um termo que foi muito usado pelos botânicos para se referir as bactérias. Roger Stanier e C. B. van Niel acreditavam que as bactérias (termo que na época não incluía as cianobactérias) e as algas cianofíceas tinham uma única origem, uma convicção que culminou no trabalho de Stainer de 1970, “Eu penso que é agora muito evidente que algas azuis-esverdeadas não são distinguíveis das bactérias por nenhuma característica fundamental em sua organização celular”. Outros pesquisadores, como Ernst Pringsheim Jr., em 1949, suspeitavam de origens distintas para bactérias e algas cianofíceas. Em 1974, o Bergey's Manual publicou uma nova edição cunhando o termo cianobactéria para se referir as então algas cianofíceas ou algas azuis, marcando a aceitação deste grupo dentro dos Monera.
Em 1969, Robert Whittaker, publicou o sistema de cinco reinos para a classificação dos seres vivos. O sistema de Whittaker colocou quase todos os seres unicelulares ou no grupo procarionte Monera ou no grupo eucarionte Protista. Ele, entretanto, não acreditava que todos os seus reinos fossem monofiléticos.
Em 1977, Carl Woese e George Fox demonstram que as arqueas (inicialmente chamadas de arqueobactérias) e bactérias não aparentam ser mais próximos um do outro do que dos eucariontes. Inicialmente muito controversa, a hipótese tem sido bem aceita, e o antigo reino Monera foi substituído pelos reinos Eubacteria e Archaea. Estes dois grupos podem ainda ser tratados como sub-reinos, mas a maioria dos novos esquemas taxonômicos tendem a tratar Bacteria ("Eubacteria") e Archaea como domínios e/ou reinos distintos.
| Linnaeus 1735 | Haeckel 1866 | Chatton 1925 | Copeland 1938 | Whittaker 1969 | Woese et al. 1977 | Woese et al. 1990 | Cavalier-Smith 1993 | Cavalier-Smith 1998 |
| ------------- | ------------ | ------------ | ------------- | -------------- | ----------------- | ----------------- | ------------------- | ------------------- |
| 2 reinos      | 3 reinos     | 2 impérios   | 4 reinos      | 5 reinos       | 6 reinos          | 3 domínios        | 8 reinos            | 6 reinos            |
| (não tratado) | Protista     | Prokaryota   | Monera        | Monera         | Eubacteria        | Bacteria          | Eubacteria          | Bacteria            |
| (não tratado) | Protista     | Prokaryota   | Monera        | Monera         | Archaebacteria    | Archaea           | Archaebacteria      | Bacteria            |
| (não tratado) | Protista     | Eukaryota    | Protoctista   | Protista       | Protista          | Eukarya           | Archezoa            | Protozoa            |
| (não tratado) | Protista     | Eukaryota    | Protoctista   | Protista       | Protista          | Eukarya           | Protozoa            | Protozoa            |
| (não tratado) | Protista     | Eukaryota    | Protoctista   | Protista       | Protista          | Eukarya           | Chromista           | Chromista           |
| Vegetabilia   | Plantae      | Eukaryota    | Plantae       | Plantae        | Plantae           | Eukarya           | Plantae             | Plantae             |
| Vegetabilia   | Plantae      | Eukaryota    | Plantae       | Fungi          | Fungi             | Eukarya           | Fungi               | Fungi               |
| Animalia      | Animalia     | Eukaryota    | Animalia      | Animalia       | Animalia          | Eukarya           | Animalia            | Animalia            |